# Ceratinops uintanus
Ceratinops uintanus är en spindelart som beskrevs av Chamberlin 1948. Ceratinops uintanus ingår i släktet Ceratinops och familjen täckvävarspindlar. Inga underarter finns listade i Catalogue of Life.